# Héldon Ramos
Héldon Ramos (Espargos, Cabo Verde, 15 de noviembre de 1988) es un futbolista caboverdiano. Juega de delantero y su equipo es el CF Os Belenenses de Portugal.

## Trayectoria
Empezó jugando en su país natal, y de ahí dio el salto a Portugal. Empezó jugando en los juveniles del Académica de Coimbra, y, después pasó por varios equipos portugueses hasta dar el salto a la Primeira Liga con el Marítimo. 
En enero de 2014 fichó por el Sporting de Lisboa para cinco temporadas. Al no haber disfrutado de apenas minutos de juego, el club portugués decide cederlo al Córdoba Club de Fútbol, después de haber jugado la Copa Africana de Naciones 2015.

## Selección nacional
Es internacional con la selección de fútbol de Cabo Verde, ha jugado 37 partidos internacionales y ha anotado 13 goles, siendo el máximo anotador de la selección. Debutó el 24 de mayo de 2010 en un partido amistoso contra la selección de Portugal.
Tres goles de los anotados han sido muy importante para la selección de Cabo Verde, uno de ellos contra Camerún que le dio el pase para la Copa Africana de Naciones 2013, otro en la fase de grupos que le dio el pase a los cuartos de final, marcando en el último minuto del último partido, y el conseguido en el Estadio Nacional de Cabo Verde contra Mozambique que le proporcionó la clasificación para la Copa Africana de Naciones 2015 a falta de dos jornadas.

## Clubes
| Club                       | País                   | Año       |
| -------------------------- | ---------------------- | --------- |
| Batuque F. C.              | Cabo Verde             | 2005-2006 |
| Académica de Coimbra       | Portugal               | 2006-2007 |
| C. F. Caniçal              | Portugal               | 2007-2008 |
| C. D. Fátima               | Portugal               | 2008-2010 |
| C. S. Marítimo             | Portugal               | 2010-2014 |
| Sporting C. P.             | Portugal               | 2014-2018 |
| Córdoba C. F. (cedido)     | España                 | 2015      |
| Rio Ave F. C. (cedido)     | Portugal               | 2015-2017 |
| Vitória Guimarães (cedido) | Portugal               | 2017-2018 |
| Al-Taawoun F. C.           | Arabia Saudita         | 2018-2020 |
| Shabab Al-Ahli Club        | Emiratos Árabes Unidos | 2020-2021 |
| Al-Orobah F. C.            | Arabia Saudita         | 2021-2023 |
| C. F. Os Belenenses        | Portugal               | 2023-     |